# David Gilmour
David Jon Gilmour (Cambridge, 6. ožujka 1946.), britanski je glazbenik, skladatelj, tekstopisac i multi-instrumentalist. Najpoznatiji je kao vokalist i gitarist, a kasnije i vođa grupe Pink Floyd. Procjenjuje se da je do 2012. godine grupa prodala preko 250 milijuna primjeraka albuma, a od toga 74.5 u SAD-u. 
U samim počecima grupe, nakon izdanog prvog studijskog albuma, prvo je pristupio kao pomoćni gitarist, a nakon što ih je napustio Syd Barret postao je glavni gitarist i pomoćni vođa grupe uz Rogera Watersa. Izdao je nekoliko solo albuma od kojih je posljednji On an Island (2006.).
Nakon odlaska Rogera Watersa 1985. godine postaje glavni vokal i vođa grupe.
Prvi put nakon 2006. godine, David Gilmour je u 2015. godini najavio turneju na kojoj je nastupio u šest europskih gradova od kojih je prvi bio Pula, 12. rujna 2015.

## Diskografija

### Albumi
- David Gilmour (1978.)
- About Face (1984.)
- On an Island (2006.)
- Rattle That Lock (2015.)
- Luck and Strange (2024.)

### Filmografija
- David Gilmour Live 1984. (1984.)
- David Gilmour in Concert (2002.)

## Vanjske poveznice
- Službena stranica Davida Gilmoura
- Službeni blog Davida Gilmoura
- The Tone From Heaven: A look into the effects used by David Gilmour
- Sve o Davidu Gilmouru i njegovoj glazbi (eng.)  Arhivirana inačica izvorne stranice od 28. travnja 2006. (Wayback Machine)
- David Gilmour Lasers Photo Gallery  Arhivirana inačica izvorne stranice od 11. ožujka 2007. (Wayback Machine)